# Молдавская и Буковинская митрополия
Молдавская и Буковинская митрополия (рум. Mitropolia Moldovei și Bucovinei) — митрополия в составе Румынской православной церкви на территории Западной Молдавии и Южной Буковины. Митрополии подчинены: Ясская архиепископия, Сучавская и Радовецкая архиепископия, Романская и Бакэуская архиепископия, а также Хушская епархия.
Предстоятель (глава) Молдавской и Буковинской митрополии — митрополит Феофан (Саву).

## История
Митрополия была основана в 1386 году, и признана Константинопольским патриархом в 1401 году. В 1872 году объединилась с Унгро-Валахийской митрополией образовав Румынскую православную церковь.
В 1950 году к Ясской архиепископии была присоединена Сучавская архиепископия, до 1948 года входившая в состав Буковинской митрополии. Молдавская митрополия стала называться «Молдавской и Сучавской». После 1990 года название было изменено на «Молдавская и Буковинская митрополия».

## Состав
Митрополия Молдовы и Буковины включает четыре епархии:
- Ясская архиепископия
- Сучавская и Радовецкая архиепископия
- Романская и Бакэуская архиепископия
- Хушская епархия

## Митрополиты
- Иосиф (Мушат) (1401—1415)
- Дамиан (1437—1447) — униат
- Иоаким (1447—1453) — униат
- Феоктист I (1453—1478)
- Георгий I (1478—1508)
- Феоктист II (1508—1528)
- Каллистрат (1528—1530)
- Феофан I (1530—1546)
- Григорий (Рошка) (1546—1551)
- Георгий Бистрицкий (1551—1552)
- Григорий Нямецкий (1552—1563)
- Феофан II (1563—1572, 1578—1579, 1582—1588)
- Анастасий (1572—1577)
- Никанор (1579—1582) в/у
- Георгий (Мовилэ) (1588—1591)
- Никанор (1591—1594)
- Митрофан (1594—1595)
- Мардарий (1595)
- Георгий (Мовилэ) (1595 — май 1600)
- Дионисий Ралли-Палеолог (май — сентябрь 1600)
- Георгий (Мовилэ) (сентябрь 1600—1605)
- Феодосий (Барбовский) (1605—1608)
- Анастасий (Кримка) (1608—1617, 1619—1629)
- Анастасий II (1629—1632)
- Варлаам (Моцок) (1632—1653)
- Гедеон Хушский (1653—1659, 1664—1671)
- Савва (1659—1664)
- Досифей (Барилэ) (1671—1674)
- Феодосий из Брази (1674—1675)
- Досифей (Барилэ) (1675—1686)
- Каллистрат (Вартик) (1686—1689) в/у
- Савва Романский (1689—1701/1702)
- Мисаил (1701/1702 — 1708)
- Гедеон (1708—1722)
- Георгий (1722—1729)
- Антоний (Черновский) (осень 1729—1740)
- Никифор (1740—1750)
- Иаков (Путнянул) (1750—1760)
- Гавриил (Каллимаки) (1760—1786)
- Лев (Геукэ) (1786—1788)
- Амвросий (Серебренников) (1788—1792)
- Иаков (Стамати) (1792—1803)
- Вениамин (Костаки) (1803—1808, 1812—1821, 1823—1842)
- Мелетий (Лефтер)[пол.] (2 февраля 1844 — 19 июня 1848)
- Софроний (Миклеску) (10 февраля 1851 — 7 ноября 1860)
- Каллиник (Миклеску) (10 мая 1865 — 31 мая 1875)
- Иосиф (Наниеску) (10 июня 1875 — 26 января 1902)
- Парфений (Клинчени) (8 февраля 1902 — 31 декабря 1908)
- Пимен (Джорджеску) (5 февраля 1909 — 12 ноября 1934)
- Никодим (Мунтяну) (23 января 1935 — 30 июня 1939)
- Ириней (Михэлческу) (29 ноября 1939 — 16 августа 1947)
- Юстиниан (Марина) (28 декабря 1947 — 24 мая 1948)
- Севастиан (Русан) (26 февраля 1950 — 15 сентября 1956)
- Иустин (Моисеску) (19 января 1957 — 12 июня 1977)
- Феоктист (Арэпашу) (25 сентября 1977 — 9 ноября 1986)
- Даниил (Чоботя) (7 июня 1990 — 12 сентября 2007)
- Феофан (Саву) (с 4 марта 2008)